# Atlanta Hawks
Az Atlanta Hawks Atlantai profi kosárlabdacsapat, amely az NBA-ben a Keleti főcsoportban, a Délkeleti csoportban játszik. A csapat hazai meccseit a State Farm Arénában játssza.
A csapat visszavezethető a Buffalo Bisons 1946-os megalapításáig. A csapat az NBL-ben szerepelt, tulajdonosa Ben Kerner és Leo Ferris voltak. A csapat 38 napot töltött Buffalóban, majd Moline-be (Illinois) költözött és felvette a Tri-Cities Blackhawks nevet. 1949-ben csatlakoztak az NBA-hez, mikor az NBL-ből és a BAA-ből egy bajnokság lett. 1951-ben Kerner Milwaukee-ba vitte a csapatot, itt kapták meg a Hawks nevet. 1955-ben ismét költözött a csapat, ezúttal Saint Louisba, ahol 1958-ban megnyerték egyetlen NBA bajnoki címüket. Ebben az időszakban 1957 és 1961 között az öt NBA-döntőből négyben ott volt a csapat. A Hawks mind a négy alkalommal szembe kerültek a Boston Celtics-szel, amelynek köszönhetően a két csapatot mai napig riválisoknak tekintik. A St. Louis Hawks 1968-ban költözött Atlantába, mikor Kerner eladta a franchise-ot Thomas Cousins-nak és Carl Sanders-nek.
A Hawks 60 éve vár újabb bajnoki címre, amely a második leghosszabb idő a Sacramento Kings (1951 óta) mögött. A franchise egyetlen bajnoki címe és a négy döntőszereplésük, mind a Saint Louis-i időkben történt. Ezen kívül 48 évig nem jutottak át a rájátszás második fordulóján, 2015-ig. A Hawks egyike annak a négy NBA csapatnak, akik a 21. században tíz egymást követő évben is bejutottak a rájátszásba (2008-2017).

## Szezonok
Alább a Hawks utolsó öt szezonjának statisztikája szerepel.
| Szezon  | M  | Gy | V  | %    | Helyezés     | Rájátszás                                 |
| ------- | -- | -- | -- | ---- | ------------ | ----------------------------------------- |
| 2016–17 | 82 | 43 | 39 | .524 | 2., Délkelet | Kiesett az első fordulóban, 2–4 (Wizards) |
| 2017–18 | 82 | 24 | 58 | .293 | 5., Délkelet | Nem jutott be                             |
| 2018–19 | 82 | 29 | 53 | .354 | 5., Délkelet | Nem jutott be                             |
| 2019–20 | 67 | 20 | 47 | .299 | 5., Délkelet | Nem jutott be                             |
| 2020–21 | 72 | 41 | 31 | .569 | 1., Délkelet | Még a rájátszásban                        |

## Hazai arénák
- Wharton Field House (1946–1951)
- Milwaukee Arena (1951–1955)
- Kiel Auditorium és St. Louis Arena (1955–1968)
- Alexander Memorial Coliseum (1968–1972)
- Omni Coliseum (1972–1997)
  - Lakefront Arena (1984–1985; 12 mérkőzésre New Orleans-ban)
- Georgia Dome és Alexander Memorial Coliseum (1997–1999; a Hawks ezen két arénát használta, amíg a Philips Arénát építették. Az Omni-t 1997 nyarán lebontották)
- State Farm Arena (1999 és 2018 között: Philips Arena; 1999–present)

## Játékoskeret

### Draft jogok
Az alábbi listán azon játékosok szerepelnek, akiknek leigazolásához joga van a csapatnak, mikor lejár szerződésük jelenlegi csapatukkal.
| Draft | Kör | Választás | Játékos         | Pozíció | Nemzetiség    | Jelenlegi csapat            | For.  |
| ----- | --- | --------- | --------------- | ------- | ------------- | --------------------------- | ----- |
| 2017  | 2   | 60        | Alpha Kaba      | F/C     | Franciaország | Nanterre 92 (Franciaország) | [ 4 ] |
| 2015  | 2   | 50        | Marcus Eriksson | G/F     | Svédország    | Alba Berlin (Németország)   | [ 5 ] |

### Visszavonultatott mezszámok
| Szám       | Játékos           | Pozíció               | Időszak      | Dátum               |
| ---------- | ----------------- | --------------------- | ------------ | ------------------- |
| 6          | Bill Russell      | Játékos               | Nem játszott | 2022. augusztus 10. |
| 9          | Bob Pettit        | Erőcsatár             | 1954–1965    |                     |
| 21         | Dominique Wilkins | Alacsonybedobó        | 1982–1994    | 2001. január 13.    |
| 23         | Lou Hudson        | Dobóhátvéd            | 1966–1977    | 1977. március 1.    |
| 44         | Pete Maravich     | Dobóhátvéd            | 1970–1974    | 2017. március 3.    |
| 55         | Dikembe Mutombo   | Center                | 1996–2001    | 2015. november 24.  |
| 59 1       | Kasim Reed        | Atlanta polgármestere | 2010–2018    | 2017. november 3.   |
| Ted Turner | Ted Turner        | Tulajdonos            | 1977–2001    | 2004. november 30.  |

Jegyzetek
- 1: A Hawks visszavonultatta az 59-et Kasim Reed tiszteletére, aki Atlanta polgármestere volt 2010 és 2018 között.[6]

### Nem viselhető számok
- 40 – Jason Collier (center), 2004–2005. Hivatalosan nem vonultatták vissza, de nem viselheti senki a csapatban.

### Naismith Hall of Fame
| Játékosok            | Játékosok         | Játékosok         | Játékosok | Játékosok | Játékosok       | Játékosok        | Játékosok        | Játékosok           | Játékosok |
| Szám                 | Név               | Név               | Időszak   | Beiktatva | Szám            | Név              | Név              | Időszak             | Beiktatva |
| -------------------- | ----------------- | ----------------- | --------- | --------- | --------------- | ---------------- | ---------------- | ------------------- | --------- |
| 20 50                | Ed Macauley 1     | Ed Macauley 1     | 1956–1959 | 1960      | 9               | Bob Pettit       | Bob Pettit       | 1954–1965           | 1971      |
| 6 16 17              | Cliff Hagan       | Cliff Hagan       | 1956–1966 | 1978      | 22              | Slater Martin 2  | Slater Martin 2  | 1956–1960           | 1982      |
| 14                   | Bob Houbregs      | Bob Houbregs      | 1953      | 1987      | 44              | Pete Maravich    | Pete Maravich    | 1970–1974           | 1987      |
|                      | Bobby McDermott   | Bobby McDermott   | 1947–1948 | 1988      | 34              | Clyde Lovellette | Clyde Lovellette | 1958–1962           | 1988      |
| 14 15 32             | Lenny Wilkens 3   | Lenny Wilkens 3   | 1960–1968 | 1989      | 42              | Connie Hawkins   | Connie Hawkins   | 1975–1976           | 1992      |
| 8                    | Walt Bellamy 4    | Walt Bellamy 4    | 1970–1974 | 1993      | 2               | Moses Malone     | Moses Malone     | 1988–1991           | 2001      |
| 21                   | Dominique Wilkins | Dominique Wilkins | 1982–1994 | 2006      | 15 18 19        | Richie Guerin 5  | Richie Guerin 5  | 1963–1967 1968–1970 | 2013      |
| 55                   | Dikembe Mutombo   | Dikembe Mutombo   | 1996–2001 | 2015      | 14 31           | Zelmo Beaty      | Zelmo Beaty      | 1962–1969           | 2016      |
| 1                    | Tracy McGrady     | Tracy McGrady     | 2011–2012 | 2017      | 10              | Maurice Cheeks   | Maurice Cheeks   | 1991–1992           | 2018      |
| 15 11                | Chuck Cooper      | Chuck Cooper      | 1954–1956 | 2019      | 15              | Sidney Moncrief  | Sidney Moncrief  | 1990–1991           | 2019      |
| Edzők                |                   |                   |           |           |                 |                  |                  |                     |           |
| Név                  | Név               | Pozíció           | Időszak   | Beiktatva | Név             | Név              | Pozíció          | Időszak             | Beiktatva |
| Red Auerbach         | Red Auerbach      | Vezetőedző        | 1949–1950 | 1969      | 10              | Red Holzman 6    | Vezetőedző       | 1954–1957           | 1986      |
| 46 33                | Alex Hannum 7     | Vezetőedző        | 1957–1958 | 1998      | Lenny Wilkens 3 | Lenny Wilkens 3  | Vezetőedző       | 1993–2000           | 1998      |
| További beiktatottak |                   |                   |           |           |                 |                  |                  |                     |           |
| Név                  | Név               | Pozíció           | Időszak   | Beiktatva | Szám            | Név              | Név              | Időszak             | Beiktatva |
| Hubie Brown          | Hubie Brown       | Vezetőedző        | 1976–1981 | 2005      | 22 44           | Rod Thorn        | Rod Thorn        | 1965–1967           | 2018      |

Jegyzetek
- 1 A csapat edzője 1958–1960 között.
- 2 A csapat edzője 1957-ben.
- 3 Wilkens háromszor lett beiktatva a Hall of Fame-be, játékosként, edzőként és az 1992-es olimpiai csapat tagjaként.
- 4 Bellamy kétszer volt beiktatva a Hall of Fame-be – játékosként és az 1960-as olimpiai csapat tagjaként.
- 5 A csapat edzője 1964–1972 között.
- 6 A csapat játékosa 1953–1954 között.
- 7 A csapat játékosa 1954–1956 és 1956–1957 között.

### FIBA Hall of Fame
| Szám | Név        | Pozíció                  | Időszak   | Beiktatva |
| ---- | ---------- | ------------------------ | --------- | --------- |
| 7    | Toni Kukoč | Alacsonybedobó Erőcsatár | 2001–2002 | 2017      |

### Rekordok
2021. március 30-i adatok alapján.
| #   | Pontok                     | Percek                     | Lepattanók          | Gólpassz          | Steal                  | Blokk               | Legtöbb hárompontos     |
| --- | -------------------------- | -------------------------- | ------------------- | ----------------- | ---------------------- | ------------------- | ----------------------- |
| 1.  | Dominique Wilkins – 23,292 | Dominique Wilkins – 32,545 | Bob Pettit – 12,849 | Doc Rivers – 3866 | Mookie Blaylock – 1321 | Tree Rollins – 2283 | Mookie Blaylock – 1,050 |
| 2.  | Bob Pettit                 | Bob Pettit                 | Bill Bridges        | Mookie Blaylock   | Dominique Wilkins      | Josh Smith          | Joe Johnson             |
| 3.  | Lou Hodson                 | Lou Hodson                 | Kevin Willis        | Eddie Johnson     | Doc Rivers             | Dikembe Mutombo     | Kyle Korver             |
| 4.  | Cliff Hagan                | Bill Bridges               | Dominique Wilkins   | Lenny Wilkins     | John Drew              | Jon Koncak          | Jason Terry             |
| 5.  | John Drew                  | Josh Smith                 | Tree Rollins        | Jeff Teague       | Josh Smith             | Dan Roundfield      | Steve Smith             |
| 6.  | Joe Johnson                | Kevin Willis               | Zelmo Beaty         | Joe Johnson       | Eddie Johnson          | Al Horford          | Dominique Wilkins       |
| 7.  | Kevin Willis               | Cliff Hagan                | Josh Smith          | Bob Pettit        | Jeff Teague            | Dominique Wilkins   | Mike Bibby              |
| 8.  | Josh Smith                 | Tree Rollins               | Al Horford          | Dominique Wilkins | Jason Terry            | Theo Ratliff        | Trae Young              |
| 9.  | Eddie Johnson              | Joe Johnson                | Cliff Hagan         | Cliff Hagan       | Kevin Willis           | Kevin Willis        | Kent Bazemore           |
| 10. | Zelmo Beaty                | Lenny Wilkins              | Dan Roundfield      | Jason Terry       | Stacey Augmon          | Cliff Levingston    | Jeff Teague             |

- félkövér – aktív a csapattal
- dőlt – aktív, de nem a Hawks tagja

### Díjak
NBA MVP
- Bob Pettit – 1956, 1959

NBA Az év védekező játékosa
- Dikembe Mutombo – 1997, 1998

NBA Az év újonca
- Bob Pettit – 1955

NBA Legtöbbet fejlődött játékosa
- Alan Henderson – 1998

NBA Az év hatodik embere
- Jamal Crawford – 2010

NBA Az év edzője
- Harry Gallatin – 1963
- Richie Guerin – 1968
- Hubie Brown – 1978
- Mike Fratello – 1986
- Lenny Wilkens – 1994
- Mike Budenholzer – 2015

NBA Az év ügyvezetője
- Stan Kasten – 1986, 1987

NBA Sportember díj
- Kyle Korver – 2015

J. Walter Kennedy Citizenship Award
- Doc Rivers – 1990
- Joe O'Toole – 1995
- Steve Smith – 1998

All-NBA Első csapat
- Bob Pettit – 1955, 1956, 1957, 1958, 1959, 1960, 1961, 1962, 1963, 1964
- Dominique Wilkins – 1986

All-NBA Második csapat
- Frank Brian – 1951
- Slater Martin – 1957, 1958, 1959
- Cliff Hagan – 1958, 1959
- Bob Pettit – 1965
- Lou Hudson – 1970
- Pete Maravich – 1973
- Dan Roundfield – 1980
- Dominique Wilkins – 1987, 1988, 1991, 1993
- Dikembe Mutombo – 2001

All-NBA Harmadik csapat
- Dominique Wilkins – 1989
- Kevin Willis – 1992
- Dikembe Mutombo – 1998
- Joe Johnson – 2010
- Al Horford – 2011

NBA All-Defensive First Team
- Dan Roundfield – 1980, 1982, 1983
- Wayne Rollins – 1984
- Mookie Blaylock – 1994, 1995
- Dikembe Mutombo – 1997, 1998

NBA All-Defensive Second Team
- Bill Bridges – 1969, 1970
- Joe Caldwell – 1970
- "Fast Eddie" Johnson – 1979, 1980
- Dan Roundfield – 1981, 1984
- Wayne Rollins – 1983
- Mookie Blaylock – 1996, 1997, 1998, 1999
- Dikembe Mutombo – 1999
- Josh Smith – 2010
- Paul Millsap – 2016

NBA All Star-ok
- Frankie Brian – 1951
- Dike Eddleman – 1951-1952
- Mel Hutchins – 1953
- Don Sunderlage – 1954
- Frank Selvy – 1955
- Bob Pettit – 1955-1965
- Bob Harrison – 1956
- Ed Macauley – 1957
- Slater Martin – 1957-1959
- Cliff Hagan – 1958-1962
- Clyde Lovellette – 1960-1961
- Lenny Wilkens – 1963-1965, 1967-1968
- Zelmo Beaty – 1966, 1968
- Bill Bridges – 1967-1968, 1970
- Joe Caldwell – 1969-1970
- Lou Hudson – 1969-1974
- Pete Maravich – 1973-1974
- John Drew – 1976, 1980
- Eddie Johnson – 1980, 1981
- Dan Roundfield – 1980, 1981, 1982
- Dominique Wilkins – 1986-1994
- Doc Rivers – 1988
- Moses Malone – 1989
- Kevin Willis – 1992
- Mookie Blaylock – 1994
- Christian Laettner – 1997
- Dikembe Mutombo – 1997-1998, 2000-2001
- Steve Smith – 1998
- Shareef Abdur-Rahim – 2002
- Joe Johnson – 2007-2012
- Al Horford – 2010-2011, 2015-2016
- Paul Millsap – 2014-2017
- Kyle Korver – 2015
- Jeff Teague – 2015
- Trae Young – 2020